# Индонезийско-марокканские отношения
Индонезийско-марокканские отношения — двусторонние дипломатические отношения между Индонезией и Марокко. В этих странах подавляющее большинство населения исповедует ислам: Индонезия является самой густонаселённой мусульманской страной в мире, в то время как Марокко является страной с мусульманским большинством. Марокко высоко оценивает Индонезию как сильную демократическую нацию и указывает, что обе страны сталкиваются с одинаковыми проблемами сепаратизма и терроризма. Государства являются членами Всемирной торговой организации (ВТО), Движения неприсоединения и Организации исламского сотрудничества (ОИК).

## История
Установление исторических связей между странами датируются XIV веком, когда марокканский путешественник Ибн Баттута в 1345 году посетил двор султаната Пасей в современной провинции Ачех, северная Суматра. В своих записях он указывает, что султан Пасея исполняет религиозные обязанности и соблюдает мазхаб Мухаммада аш-Шафии. В то время Пасей был последним исламским государством на востоке, потому что ни одна другая территория к востоку от него не управлялась мусульманским правителем. Здесь Ибн Баттута оставался около двух недель в этом городе в качестве гостя, а затем султан предоставил ему припасы и предоставил одну из своих джонок для отправки в Китай.
В 1955 году Индонезия организовала проведение Бандунгской конференции, где призывала предоставить независимость и деколонизировать азиатские и африканские страны. 18 ноября 1956 года Марокко обрело независимость от Франции. 19 апреля 1960 года Индонезия и Марокко официально установили дипломатические отношения. 2 мая 1960 года первый президент Индонезии Сукарно прибыл в Рабат, где провёл переговоры с королём Марокко Мухаммедом V. В 2008 году министр иностранных дел Индонезии Хассан Вираюда посетил Рабат. В марте 2009 года премьер-министр Марокко Аббас Эль-Фасси посетил Джакарту.
21 сентября 1990 года Джакарта и Касабланка (крупнейший по численности населения город Марокко) подписали соглашение о побратимстве. Для развития дружбы между двумя странами центральная улица в Южной Джакарте «Jalan Casablanca», известная своими торговыми и деловыми центрами, была названа в честь Касабланки. С другой стороны, в Рабате, столице Марокко, проспект был назван в честь Сукарно, чтобы отметить его визит в 1960 году.

## Торговля
В 2013 году Индонезия и Марокко договорились создать Совместную комиссию для улучшения отношений в инвестиционном, туристическом, торговом и кадровом секторах. Это соглашение было заключено 12 марта 2013 года во время визита министра туризма и креативной экономики Индонезии Мари Элки Пангесту в Рабат для встречи с министром иностранных дел и сотрудничества Марокко Саадом эль Дин-Османи, министром туризма Лахсеном Хаддадом и генеральным секретарём министерства промышленности, торговли и новых технологий Эль-Аидом Махсусси.
Объём товарооборота между странами увеличился с 35,99 млн. долларов США в 2003 году до 109,31 млн долларов США в 2008 году. Экспорт Марокко в Индонезию: фосфаты (основной материал для производства удобрений), удобрения, химикаты, железные и стальные стержни. Экспорт Индонезии в Марокко: кофе, натуральный каучук, изделия из стекла, пальмовое масло, пряности, чай, мебель и одежда.

## Дипломатические представительства
- Индонезии содержит посольство в Рабате[6].
- У Марокко имеется посольство в Джакарте[7].